# Силкин, Владимир Николаевич
Влади́мир Никола́евич Си́лкин (21 января 1957, Грозный) — российский государственный деятель, префект Северного административного округа Москвы с 26 октября 2010 года по 18 декабря 2012 года.

## Биография
Родился в 21 января 1957 года в городе Грозный, Чечено-Ингушской АССР.
Трудовую деятельность начал слесарем на химкомбинате. Проходил срочную службу в армии. В 1982 году окончил Московский институт инженеров железнодорожного транспорта. В 1997 году окончил Российскую академию государственной службы при Президенте Российской Федерации, в 2004 году — Финансовую академию при Правительстве Российской Федерации. Кандидат технических наук.
С 1982 по 1991 год работал в Московском институте инженеров железнодорожного транспорта.
В 1991 году занимал должность генерального директора Хозрасчётного управления коммунальной собственности Кировского района Москвы.
С 1991 по 1992 год был директором Северо-Восточного территориального агентства Комитета по управлению имуществом Москвы.
С 1992 по 2004 год был заместителем, первым заместителем префекта Северо-Восточного административного округа города Москвы.
В январе 2004 года Владимир Силкин был назначен руководителем Департамента имущества города Москвы.
С июля 2004 года — министр правительства Москвы, руководитель Департамента имущества Москвы.
C июля 2007 года — заместитель мэра Москвы в правительстве Москвы, руководитель Комплекса имущественно-земельных отношений города Москвы, руководитель Департамента имущества города Москвы.
В сентябре 2010 года стал исполняющим обязанности в связи с тем, что правительство Москвы ушло в отставку после ухода мэра Юрия Лужкова.
26 октября 2010 года мэром Москвы был назначен префектом Северного административного округа Москвы.
18 декабря 2012 года был отправлен в отставку с должности префекта Северного административного округа Москвы.
С 2013 по 2020 год избирался Президентом Всероссийской федерации парусного спорта.
В навигацию 2016 года Владимир Силкин был участником гонок в серии «Национальная парусная лига» (НПЛ) с участием как профессионалов, так и любителей парусного спорта, возглавляя синдикат X—Fit.

## Семья
Женат. Имеет троих детей — двух сыновей и дочь.

## Награды
Награждён орденом Дружбы, тремя медалями.